# Kessel (Königssee)
Der Kessel ist eine aufgelassene Alm und heute Bootsanlegestelle mit Unterstandshütte am östlichen Ufer des Königssees in der bayerischen Gemeinde Schönau am Königssee. Er liegt etwa zwei Kilometer nordöstlich gegenüber von St. Bartholomä. Der Name stammt vom dort in den See einmündenden Kesselbach und der sich oberhalb befindlichen Kesselwand mit Wasserfall. Diese sind als Geotop ausgewiesen. Ein Wanderweg führt zur Gotzentalalm, die rund 500 Höhenmeter über dem Anleger liegt. Im Sommer wird die Haltestelle bei Bedarf von Booten der Königsseeschifffahrt halbstündlich angefahren.
Die Kesselalm wurde früher als Vorweide für den Funtensee-Auftrieb genutzt. 1794 errichteten die Gebrüder Wallner eine Einsiedelei und weitere „Anlagen“ (Tische, Bänke, Treppen, Garten). Eine Inschrifttafel von ca. 1810 steht unter Denkmalschutz (⊙), ebenso die so genannte Wallner’sche Pyramide (⊙; mit Inschrift, Tuffstein, 1808) in einer Felswand.